# 10 000 mètres féminin aux Jeux olympiques d'été de 2024
Pour des articles plus généraux, voir Athlétisme aux Jeux olympiques d'été de 2024 et 10 000 mètres aux Jeux olympiques.
Navigation
Tokyo 2020 Los Angeles 2028
L'épreuve du 10 000 mètres féminin aux Jeux olympiques de 2024 se déroule le 9 août 2024 au Stade de France, au nord de Paris, en France.

## Records
Avant cette compétition, les records dans cette discipline étaient les suivants : 
| Record du monde  | Letesenbet Gidey (ETH) | 29 min 1 s 03  | Hengelo        | 8 juin 2021  |
| Record olympique | Almaz Ayana (ETH)      | 29 min 17 s 45 | Rio de Janeiro | 12 août 2016 |

## Programme
| Date            | Horaire | Manche |
| --------------- | ------- | ------ |
| Vendredi 9 août | 20 h 55 | Finale |

## Médaillées
| Or              | Argent            | Bronze       |
| Beatrice Chebet | Nadia Battocletti | Sifan Hassan |

## Résultats

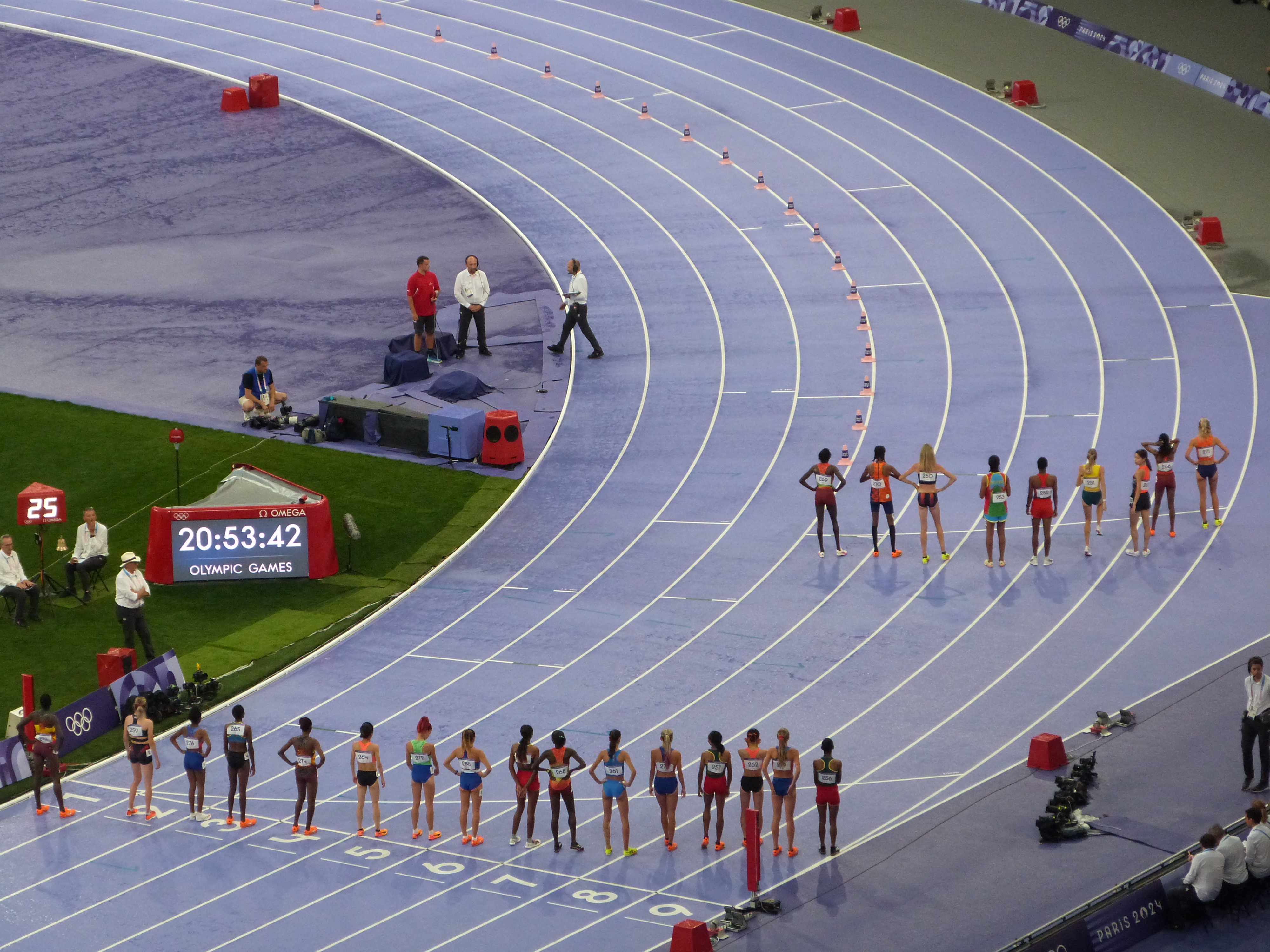
Les athlètes avant le départ de la finale

| Rang                                | Athlète                    | Pays            | Temps    | Notes |
| ----------------------------------- | -------------------------- | --------------- | -------- | ----- |
| Médaille d'or, Jeux olympiques      | Beatrice Chebet            | Kenya           | 30:43:25 |       |
| Médaille d'argent, Jeux olympiques  | Nadia Battocletti          | Italie          | 30:43:35 | NR    |
| Médaille de bronze, Jeux olympiques | Sifan Hassan               | Pays-Bas        | 30:44:12 | SB    |
| 4                                   | Margaret Chelimo Kipkemboi | Kenya           | 30:44:58 |       |
| 5                                   | Lilian Kasait Rengeruk     | Kenya           | 30:45:04 |       |
| 6                                   | Gudaf Tsegay               | Éthiopie        | 30:45:21 |       |
| 7                                   | Fotyen Tesfay              | Éthiopie        | 30:46:93 |       |
| 8                                   | Weini Kelati               | États-Unis      | 30:49:98 |       |
| 9                                   | Karissa Schweizer          | États-Unis      | 30:51:99 | SB    |
| 10                                  | Tsigie Gebreselama         | Éthiopie        | 30:54:57 |       |
| 11                                  | Parker Valby               | États-Unis      | 30:59:28 |       |
| 12                                  | Sarah Chelangat            | Ouganda         | 31:02:37 |       |
| 13                                  | Lauren Ryan                | Australie       | 31:13:25 |       |
| 14                                  | Francine Niyomukunzi       | Burundi         | 31:17:02 | PB    |
| 15                                  | Eilish McColgan            | Grande-Bretagne | 31:20:51 | SB    |
| 16                                  | Diane van Es               | Pays-Bas        | 31:25:51 |       |
| 17                                  | Daisy Jepkemei             | Kazakhstan      | 31:26:55 |       |
| 18                                  | Rino Goshima               | Japon           | 31:29:48 |       |
| 19                                  | Haruka Kokai               | Japon           | 31:44:03 |       |
| 20                                  | Klara Lukan                | Slovénie        | 31:45:15 |       |
| 21                                  | Annet Chemengich Chelangat | Ouganda         | 31:50:41 | PB    |
| 22                                  | Yuka Takashima             | Japon           | 31:52:07 | SB    |
| 23                                  | Megan Keith                | Grande-Bretagne | 33:19:92 |       |
|                                     | Rahel Daniel               | Érythrée        | DNF      |       |
|                                     | Alessia Zarbo              | France          | DNF      |       |

## Légende
Records et Performances
- AR : Record continental (area record)
- CR : Record des championnats (championship record)
- MR : Record du meeting (meet record)
- NR : Record national (national record)
- OR : Record olympique (olympic record)
- PR : Record paralympique (paralympic record)
- PB : Record personnel (personal best)
- SB : Meilleure performance personnelle de la saison (season's best)
- WL : Meilleure performance mondiale de l'année (world leader)
- WJR : Record du monde junior (world junior record)
- WR : Record du monde (world record)

Circonstances et Conditions
- DNF : N'a pas terminé (did not finish)
- DNS : N'a pas pris le départ (did not start)
- DQ : Disqualification (disqualification)
- NM : Aucun essai valable enregistré (No Mark)
- Q : Qualifié « directement » au prochain tour (ou à la prochaine compétition), lors d'une compétition majeure, grâce au classement ou à la réalisation des minima (automatic qualifier)
- q : Qualifié au prochain tour (ou à la prochaine compétition), lors d'une compétition majeure, grâce au repêchage ou à la réalisation de l'une des meilleures performances parmi celles des « non qualifiés directement » (grâce au meilleur temps ou à la meilleure distance par exemple) (secondary qualifier)